# Morville (Namen)
Morville is een plaats en deelgemeente van de Belgische gemeente Florennes. Morville ligt in de provincie Namen en was tot 1 januari 1977 een zelfstandige gemeente die ontstond nadat ze in 1892 afgesplitst werd van Anthée.

## Demografische ontwikkeling
- Bronnen:NIS, Opm:1831 tot en met 1970=volkstellingen, 1976= inwoneraantal op 31 december